# Manufacture d'armes de Paris
 (février 2012).
Si vous disposez d'ouvrages ou d'articles de référence ou si vous connaissez des sites web de qualité traitant du thème abordé ici, merci de compléter l'article en donnant les références utiles à sa vérifiabilité et en les liant à la section « Notes et références ».

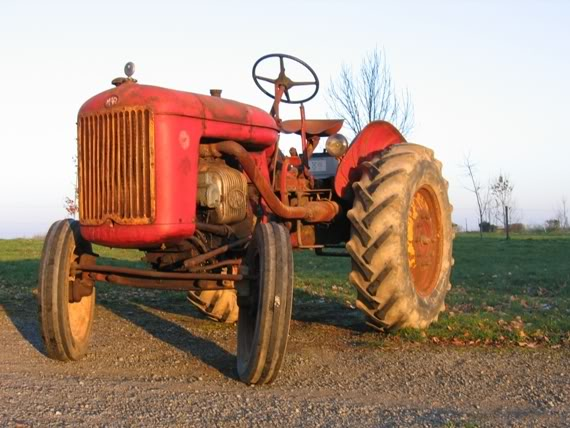
Tracteur MAP DR3

La manufacture d'armes de Paris est une entreprise d'armement française disparue établie au nord de Paris en 1915 et disparue en 1950. Une éphémère entreprise du même nom avait préalablement existé sous la Première République française, entre 1793 et 1795.

## La première manufacture d’armes de Paris (1793-1795)
La Manufacture d’armes de Paris est créée durant l’été 1793 par Gaspard Monge et Jean-Henri Hassenfratz sous l’impulsion de la Commune de Paris. Il était prévu une fabrication de 1 000 fusils par jour. Mais cet objectif ne fut pas totalement atteint, la production étant de 700 ou 800 par jour. Le Comité de salut public prit le contrôle de la manufacture en décembre 1793. Elle se verra dissoute à la suite de la chute dudit Comité en 1795.

## La seconde manufacture d’armes de Paris (1915-1950)

### Fondation et conflit mondial

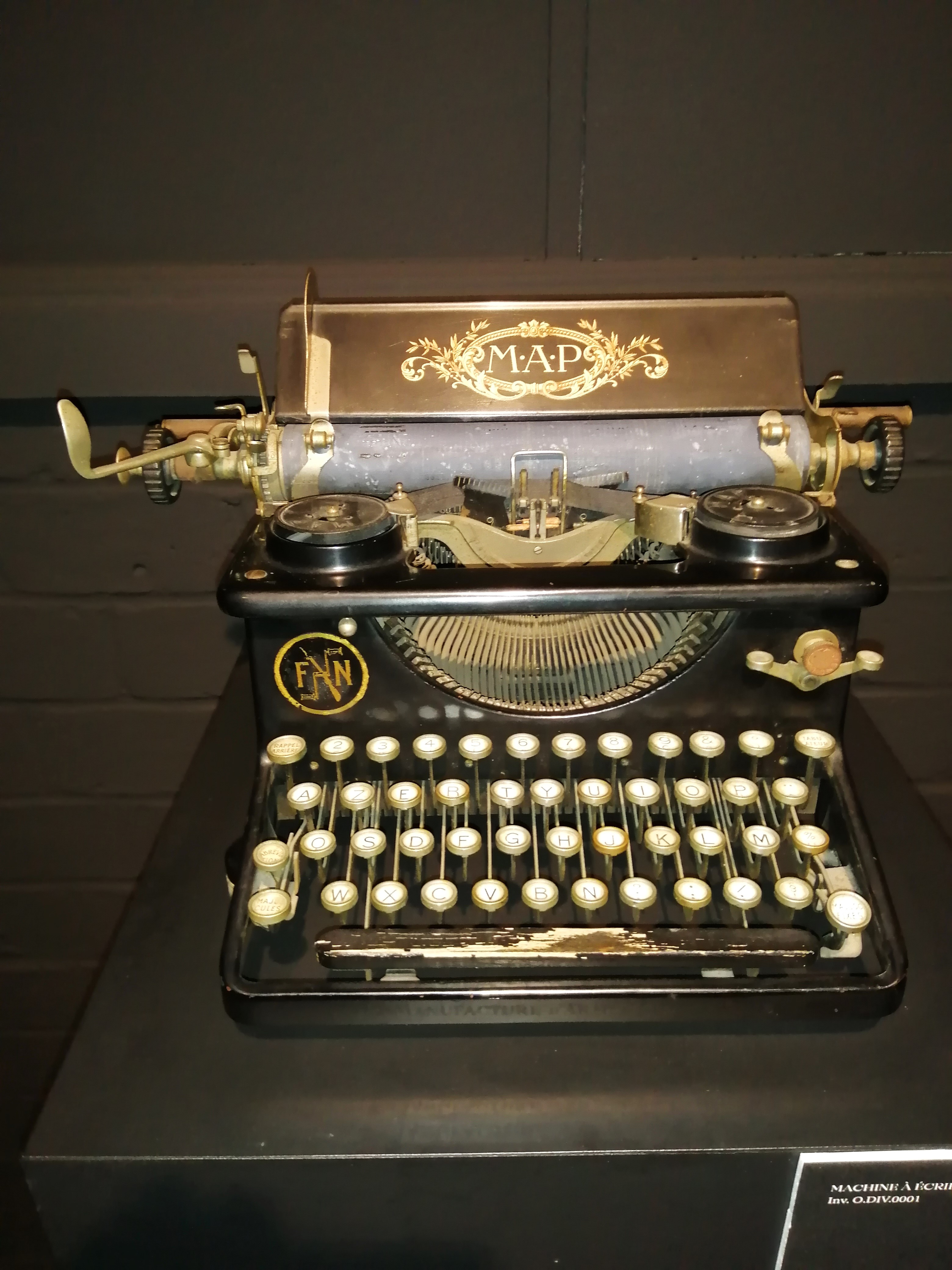
Machine à écrire MAP/FN de la salle Ars Mechanica de FN HERSTAL

Sans rapport avec l'établissement de même nom créé en 1793, mais reprenant le même nom, la Manufacture d’armes de Paris (MAP), société anonyme au capital de 1 500 000 francs, est fondée le 5 juillet 1915 et établit son siège au numéro 271, boulevard Ornano, à Saint-Denis (Seine).
L’avènement de la MAP est intimement lié à la situation critique que connaît l’armement portatif français durant les premiers mois de la Première Guerre mondiale.
Au moment de sa constitution, le gouvernement français lui confie la fabrication de 300 000 fusils d’infanterie. Débutante et inexpérimentée, cette manufacture privée n’atteindra pas les objectifs fixés. Elle est reprise par deux membres de la direction de la FN Herstal (Fabrique Nationale belge) alors en exil en France : Alexandre Galopin et Gustave Joassart. L’expérience des ingénieurs belges en matière de fabrication d'armes de guerre va littéralement transformer la MAP et la rendre prospère, en particulier grâce à la méthode développée par Alexandre Galopin. Le principe de cette méthode consiste à coordonner les fabrications de différents ateliers en les spécialisant dans l’usinage d’un nombre restreint de pièces pour limiter l’achat de machines-outils spécifiques et obtenir un bon rendement du personnel par la répétition de la tâche demandée.

### L'entre-deux guerres
Au lendemain de la guerre, l’expérience acquise par la MAP dans l’usinage de pièces d’armement lui permet une reconversion dans la réalisation de pièces mécaniques de précision.
En 1921, la Fabrique nationale (FN) devient majoritaire dans le capital de la MAP et prend son contrôle.
En 1936, la MAP souhaite élargir son domaine de compétences en faisant l’acquisition des Ateliers de Mécanique et de Chaudronnerie de Saint-Denis (AMCD), usine appartenant anciennement aux Chantiers aéro-maritimes de la Seine (CAMS) et spécialisée dans la production de pièces pour l’aviation maritime (notamment des trains d’atterrissage) et des gazogènes.
Contrairement à d’autres entreprises stratégiques pour la défense nationale, la MAP fut peu concernée par la vague de nationalisation consécutive au vote de la loi du 11 août 1936 par le Front populaire. Toutefois, en tant qu’usine d’armement, elle est soumise au contrôle de l’État.
En 1937, la FN vend la MAP  à la firme Hotchkiss, sa voisine à Saint-Denis. La même année, Roland Laraque prend la direction de la société.

### La faillite
La Manufacture d’Armes de Paris est mise en liquidation judiciaire le 10 février 1950 à la suite de l’impossibilité de la société à pouvoir rembourser un prêt, faute de trésorerie suffisante. Sa faillite est prononcée le 2 juin de la même année. Une société de gérance est constituée avant de voir la MAP être reprise en 1951 par la SIMCA, filiale de Fiat, qui va fonder la SOMECA pour produire des tracteurs agricoles. Le MAP DR3 servira comme modèle pour la construction du SOMECA DR40. Le premier « vrai »  SOMECA sera le DA50 avec une motorisation maison (OM-Fiat).

### Le matériel fabriqué
Ses fabrications sont très diverses et concernent tant le matériel de guerre que civil.

#### De 1915 à 1918
Ses fabrications concernent surtout des canons et des mitrailleuses, mais aussi de nombreuses machines à fraiser à l’usage d’autres constructeurs. Cette fabrication de machines-outils est l’occasion de remplacer les machines allemandes largement répandues depuis la fin du XIXe siècle. Mais, à partir de novembre 1917, l’importation massive des machines américaines aura raison de la production française.

#### De 1919 à 1939

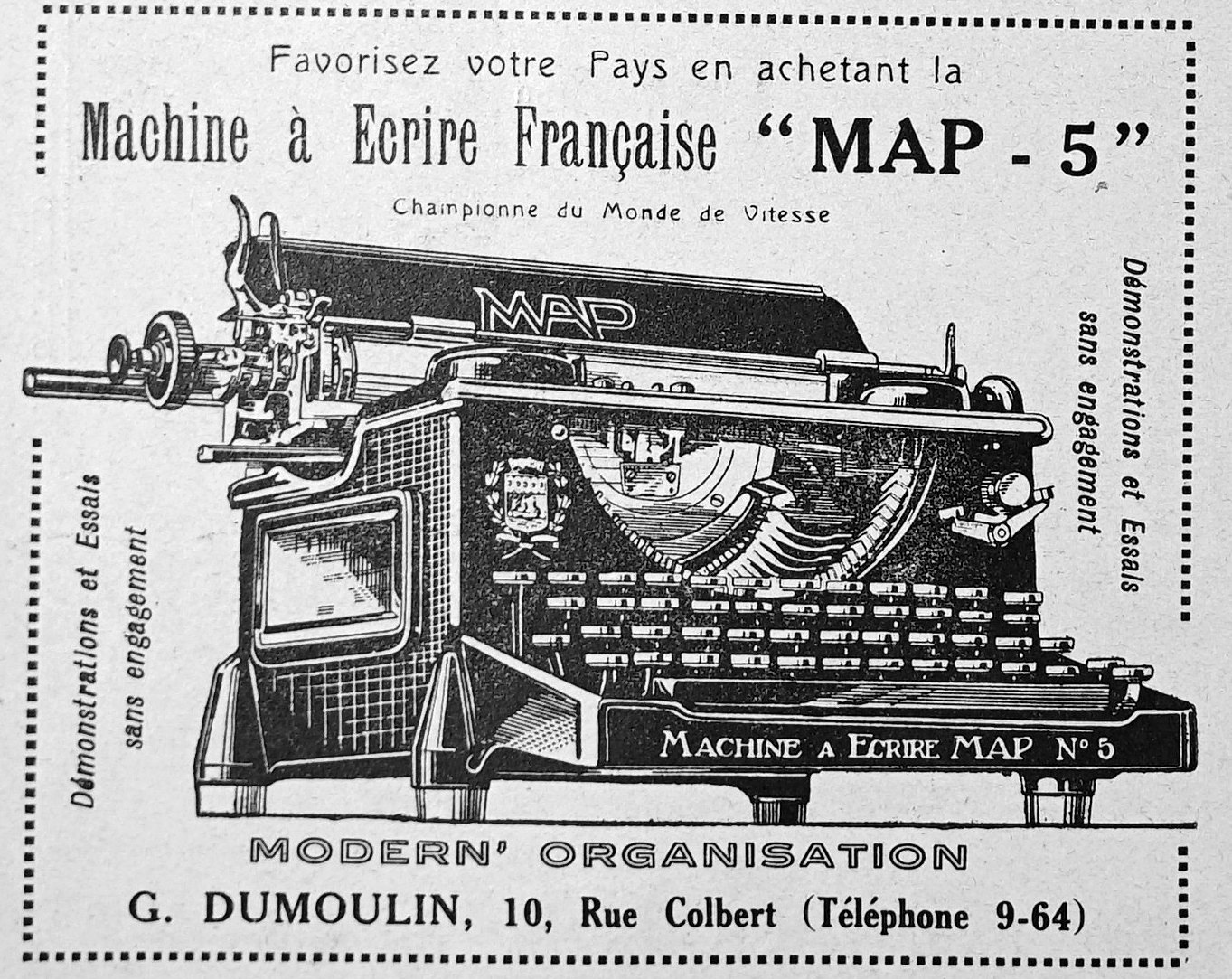
La MAP-5.

Sa principale réalisation est la production de machines à écrire,. Elle oriente aussi sa production pour satisfaire les besoins de la FN comme la fabrication d’outillages pour honorer des commandes militaires ou encore l’assemblage de motocyclettes à la fin des années 1920. En 1936, en réponse à un appel d’offres pour la fourniture d’un pistolet automatique (PA) de 7,65 mm, la MAP propose le Browning 1936. Mais ce sont les prototypes proposés par la SACM (le futur PA 1935 A) et la MAS (le futur PA 1935 S) qui sont finalement retenus en 1937.

#### De 1940 à 1944
Elle se lance dans la fabrication de gazogènes (GAZOMAP) et de fours de carbonisation (CARBOMAP). Sa filiale AMCD collabora avec l’occupant pour des constructions aéronautiques diverses, notamment pour le compte de la firme allemande Kremprinz en décembre 1943.

#### De 1945 à 1950
Bien que les productions de machines à écrire et de pistolets se poursuivent, la MAP se lance dans la mécanisation de l’agriculture à travers la production successive de deux modèles de tracteurs : un tracteur à essence, le MAP-LATIL type AR3 (1945-1947), remplacé par un tracteur diesel, le MAP type DR3 (1947-1950).
Le MAP DR3 se distingue de ses concurrents par son original moteur deux temps à pistons opposés (2 cylindres et 4 pistons !). L’architecture de ce moteur servira de base pour concevoir une des premières voitures de course fonctionnant au gasoil. Le 5 février 1949, cette voiture bat six records mondiaux sur l’autodrome de Monthléry (Île-de-France), avec Fernand Lacour à son volant. L’année suivante, la voiture est entièrement repensée pour participer aux 24 heures du Mans (Sarthe) mais elle connait moins de réussite (abandon pour cause de fuite du radiateur).
En 1950, un prototype, dénommé DR50, fut étudié, mais pas mis en production. À la suite de la faillite de la MAP, une société de gérance est constituée en vue de produire le DR30 en versions standard et vigneron.